# ヨハネ23世 (病院船)
病院船「ヨハネ23世」（ヨハネにじゅうさんせい、スペイン語: Barco Hospital São João XXIII）は、カトリック教会に属するフランシスコ会が運航する病院船。
船名は第261代ローマ教皇ヨハネ23世にちなむ。

## 概要
アマゾン川の河口南岸アマゾナス州マナウスを拠点として活動する、カトリック教会フランシスコ会が運航する3隻の病院船の内の1隻である。
ローマ教皇フランシスコによる指導を元に建造された船のひとつであり、医療サービスのみならず、キリスト教の宗教的救いを提供するために運航されている。
本船は3隻の中で最大の収容能力を持つ最新船であり、既存2隻がパラー州オビドスを拠点としセット運用されるのに対し、本船は1隻で単独運用される。

## 建造の経緯
2013年、リオデジャネイロにてローマ教皇フランシスコがフランシスコ会の運営する病院の修道士と面談した際、教皇が「アマゾンの奥地に修道士はいるのだろうか？」と問いかけた事がこの病院船が建造されるきっかけとなっている。病院の創始者であるフランシスコ・ベロッティ兄弟が「アマゾン奥地には修道士はおりません」と返答したところ、教皇は「ならば我々はそこに赴かなければならない」とだけ述べた。その後フランシスコ会は2つの病院を運営したものの、アマゾン川沿いの住民が病院に行くのに非常に困難である問題は解決せず、このため最も遠く離れ、苦しんでいる地域に必要な医療ケアを届けるために、「病院自身が最も貧しい人々に会うために出向く」という病院船構想が具体化される事となった。
計画の具体化にあたって、60人の死者とその他の重大な損害を引き起こした公害事件に伴うシェル/BASF訴訟の和解金の一部から建造費を確保する事をブラジル政府と合意する事となり2510万レアルが充当され、これら一連の調整・交渉においてはフランシスコ会の修道士たち、サンパウロ州労働検察庁、そして第15管区の地方労働裁判所の支援を得た。
2019年8月17日、パラー州州都ベレンにて1隻目となる病院船フランシスコ教皇が就役。
病院船フランシスコ教皇の1年間の運用実績より、河川医療をより充実させる観点から、労働訴訟の和解金を原資として新しく病院船を2隻増勢する事が決定され、1隻が河川カーフェリーを購入・改造し診察と外来診療に特化した補助病院船である病院船ヨハネ・パウロ2世、もう1隻がより包括的な設備を備えた新規建造の本船が整備される事となった。
本船はアマゾナス州州都マナウスにて2024年12月7日に就役した。就役式典においては、列聖された聖人であるヨハネ23世の聖遺物による祝福を執り行った。

## 設計と能力
軍務に就かない宗教団体に所属する病院船であり、ジュネーブ第2条約に定める病院船のうち、一定の条件下で「救済団体の病院船」に該当しえ、ジュネーブ第2条約で軍事攻撃からの保護対象となる赤十字標章を標示しており、同条約上の保護対象となる。
全長48ｍの船体に4層のデッキを設けており、トイレ、エレベーター、キッチン、キャビン、管理事務所などの共用エリアが設けられ、医療設備については診療室、歯科診療室、眼科室、投薬室、予防接種室、診療ベッド、入院ベッド、処置室、手術センター3室、麻酔後回復室、診断機器、デジタルX線、超音波／心エコー図、デジタルマンモグラフィー、心電図などの設備が整備され、臨床分析室に加え薬剤配布用の薬局設備も設けら、包括的な医療を提供できる。また、2隻の救急ボートを有し、家庭訪問、合併症のある患者の搬送、物資の輸送などを行うことが可能である。
本船はアマゾナス州にて単独で運用され、パラー州にて2隻セットで運用される病院船フランシスコ教皇、ヨハネ・パウロ2世 (病院船)と比較して最大の収容能力を有し、1日100件以上の軽度・中等度の手術を実施する事が可能である。
80名以上のボランティア医療従事者が患者のケアにあたり、1日あたり200名程度を収容できる

## 運用歴
本船はアマゾナス州マナウスを拠点とし、月に2回、それぞれ7日間の医療遠征をおこない、アマゾン川及びその支流であるネグロ川流域のコミュニティに医療を提供する。
就役してから2025年5月までの間で外科手術を含む4万件以上の処置を実施しており、その中には帝王切開2件が含まれる。
本船にて治療行為を受けるためには、ブラジル政府の発行する国民健康カード (SUS)、写真付き身分証明書、個人納税者登録 (CPF)番号の各種書類を携行し受付を行うことが必要である。

## 関連項目

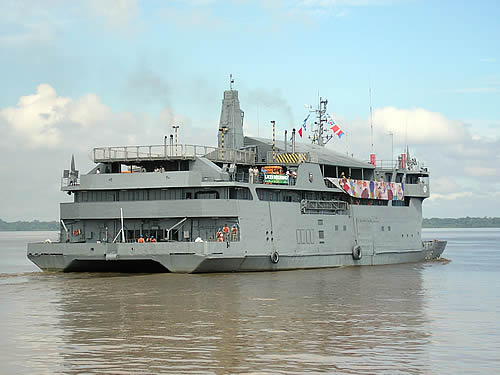
補助船パラー（U-15）